# Pontificio seminario regionale San Pio X
Il Pontificio Seminario Teologico Regionale Calabro "San Pio X", fondato nel 1912 a Catanzaro, è tra i 15 seminari regionali (che quindi accolgono alunni di più diocesi di una regione) esistenti in Italia per la formazione di giovani aspiranti al sacerdozio. Come il Seminario Campano, quello calabrese fu istituito per volontà di Papa Pio X.
Fu inaugurato il 14 giugno 1914 dal cardinale Gaetano De Lai.

## Storia[1]
Il Pontificio seminario teologico calabro, tra i seminari regionali attualmente esistenti in Italia, fu voluto e finanziato, come il Seminario Campano a Posillipo, da Papa San Pio X, al cui nome si intitola a perenne ricordo e gratitudine.
Il problema delle vocazioni ecclesiastiche e dei Seminari fu presto oggetto delle sollecitudini del Papa. La constatazione che le piccole diocesi non erano in grado di provvedere adeguatamente alla formazione del clero ispirò al Pontefice l'idea di favorire l'istituzione dei Seminari Interdiocesani o Regionali, con chiare ispirazioni di fondo che l'attività teologica di un seminario coltiva. I 13 vescovi calabresi d'inizio secolo furono tra i primi ad interpretare il pensiero del Papa e, nel Congresso Cattolico di Gerace (7-10 ottobre 1908), votarono l'erezione a Catanzaro di un seminario regionale, unico per i giovani aspiranti delle allora 16 diocesi calabresi. Il papa fece sua l'idea e fu munifico di consiglio e di aiuti: il 29 luglio 1909 Pietro di Maria, Vescovo di Catanzaro ed esecutore intelligente dei desideri di Papa Sarto, acquistava, in nome e per conto del Vicario di Cristo, una capace area su una delle più amene colline della città. Il 1º febbraio 1910 iniziarono i lavori per tracciare le fondamenta. Il 17 luglio 1910 si benedisse la prima pietra, posta all'angolo destro esterno della cappella del Seminario.
Nel luglio 1911, il corpo di fabbrica, circondato dal verde e disposto su tre piani, era già coperto in buona parte. Benché ancora i lavori non fossero stati completati, verso la fine del 1911, fu deciso di aprire il seminario per gli alunni del primo anno di liceo e di teologia, rimandando in un prosieguo di tempo l'inaugurazione ufficiale e solenne. Il seminario fu aperto il 4 gennaio 1912 con 43 alunni, ed inaugurato da Gaetano De Lai, segretario della Congregazione Concistoriale (attuale Congregazione per i vescovi) e vescovo titolare della Chiesa Suburbicaria di Sabina, con tutto l'episcopato calabrese il 14 giugno 1914.
Insieme ai seminaristi delle diocesi calabresi furono accolti anche gli studenti francescani dei Cappuccini e dei Minori. Primo rettore fu Giorgio De Lucchi, della cattedrale di Vicenza, canonico teologo e docente nel Seminario Diocesano, nominato il 25 Luglio 1911 ed elevato al tempo stesso alla dignità episcopale, ma senza la cura, con il titolo della sede di Emesa, in Libano. Il papa nella Costituzione Apostolica sulla direzione del Seminario Calabrese, lo degnò di una particolare menzione, quale: "Sacerdote fide, pietate, dottrina Nobis probatissimum". Il secondo rettore fu Giacomo Sinibaldi, canonico vaticano, protonotario apostolico soprannumerario, rettore del Collegio Portoghese, eletto il 25 maggio 1914 vescovo titolare di Tiberiade. Il 16 dicembre 1915 fu nominato Segretario della Sacra Congregazione dei Seminari e delle Università degli studi, incarico che tenne fino alla morte avvenuta il 19 Agosto 1928.
Nel 1926, papa Pio XI affidò la direzione disciplinare e spirituale del Seminario ai Padri Gesuiti della provincia napoletana, che la tennero fino al 1941, quando un incendio (21-23 settembre) distrusse l'edificio. I chierici di Catanzaro nel novembre del 1941 furono accolti nel Seminario Pio XI di Reggio Calabria, il luogo fatto costruire da papa Ratti, dove si erano trasferiti 170 seminaristi liceali di tutta la regione sin dal 27 settembre 1933 a motivo dell'elevato numero. Un bombardamento aereo del 27 agosto 1943, da parte di alleati anglo-americani, completò l'opera di distruzione del Pio X iniziata con l'incendio.
Dopo 13 anni di forzato abbandono il seminario fu ricostruito nel 1954 in obbedienza alle direttive del Santo Padre Pio XII, per le preghiere dell'episcopato calabro ed il particolare interessamento di Armando Fares, vescovo di Squillace, coadiutore dell'arcivescovo di Catanzaro, e si aprì accogliendo 177 seminaristi della Calabria superiore (10 diocesi su 18) per gli studi in ginnasio, liceo e teologia. Gli altri rimasero, come formazione, al Pio XI di Reggio Calabria. Il Seminario fu riaperto il 30 ottobre 1954 e fu inaugurato il 21 novembre successivo, con l'intervento di Giuseppe Pizzardo, vescovo titolare della chiesa suburbicaria di Albano e Prefetto della Congregazione dei Seminari. Da quella stagione la direzione fu affidata con continuità al clero secolare. Dal 28 maggio 1968, trasferiti i seminari regionali dalla Santa Sede alla giurisdizione dei vescovi delle rispettive regioni ecclesiastiche, il seminario "San Pio X" passò alla Conferenza Episcopale Calabra e divenne il luogo dove ogni chiesa si ritrova per la presenza dei seminaristi teologi della regione. Il patrimonio spirituale, culturale, ideale lievitato in tante stagioni di vita del seminario, fu accresciuto quando si procedette all’acquisto dell’immobile del San Pio X fatto dall’autorità della Conferenza Episcopale Calabra che ne diventava proprietario il 28 aprile 1993.
Con l’anno scolastico 1973-74 il seminario ha ottenuto l’affiliazione alla Pontificia facoltà teologica dell'Italia meridionale in Napoli ed è stato abilitato a rilasciare il diploma di baccalaureato (15 maggio 1973). Nel corso dell'anno accademico 1990-91 la Conferenza Episcopale Calabra si propose di restituire allo studio teologico di Catanzaro quel servizio accademico originario pensato da San Pio X, per la rinascita religiosa e culturale della Calabria e, in data 26 giugno 1991, avviò la procedura per ottenere all'Istituto l'aggregazione alla Pontificia facoltà teologica dell'Italia Meridionale. Questa ha deliberato l'aggregazione ed ha approvato gli statuti in data 19 maggio 1992. La Congregazione per l'Educazione Cattolica, con decreto del 28 gennaio 1993 ha eretto accademicamente l'Istituto Teologico Calabro San Pio X, in qualità di istituto aggregato alla Pontificia facoltà teologica dell'Italia Meridionale, con incluso un biennio ad licentiam, con specializzazione in Teologia Morale Sociale. Dopo 60 anni di interruzione nella concessione dei gradi accademici, il Seminario si riappropriava dell'autorità di conferire i primi due gradi accademici in Teologia nella sua propria università, riannodando sentieri interrotti dal 1932-1933 nel sorvegliare, con amore alla verità, pratica e pensiero, opere e parole.
Rivisitando la storia dei suoi oltre 100 anni tra vicende che videro periodi di feconda florida operosità con la grazia degli inizi e la bellezza dei cammini che ricominciano, ma anche due tremende guerre mondiali e molte sfide, rovine e difficoltà, il seminario teologico San Pio X ha preparato un clero numeroso (oltre 1.100 sacerdoti) e degno per la Calabria.
Attualmente la comunità del seminario è guidata da Don Mario Spinocchio

## Rettori
- Giorgio De Lucchi (1912-1913)
- Giacomo Sinibaldi (1913-1915)
- Pasquale Ciocia (1915-1918)
- Francesco Mennini (1918-1926)
- Giuseppe M. De Giovanni, S.I. (1926-1932)
- Raimondo Del Prete, S.I. (1932-1934)
- Giovanni Di Maria, S.I. (1934-1937)
- Japhet Follain, S.I. (1937-1939)
- Giovanni Castello, S.I. (1939-1940)
- Gaetano Finelli, S.I. (1940-1941)
- Giuseppe Ferrante (1954-1959)
- Angelo Criscito (1959-1969)
- Antonino Sgrò (1969-1975)
- Serafino Sprovieri (1975-1980)
- Francesco Milito (1980-1985)
- Armando Augello (1985-1995)
- Ignazio Schinella (1995-2005)
- Domenico Piraino (2005-2010)
- Vincenzo Rocco Scaturchio (2010-2021)
- Mario Spinocchio (2021-)